# 福島第一原発廃炉図鑑
『福島第一原発廃炉図鑑』（ふくしまだいいちげんぱつはいろずかん）は、2016年6月6日に太田出版から刊行された書籍。2015年10月11日に設立された福島第一原発廃炉独立調査研究プロジェクトの成果として、「廃炉の現場」を記録した出版物とされる。代表編者は社会学者の開沼博であり、執筆者は開沼と『いちえふ』の作者竜田一人（仮名）、一般社団法人AFW（Appreciate FUKUSHIMA Workers）の代表理事吉川彰浩となっている。2017年の第37回エネルギーフォーラム賞では普及啓発賞を受賞した。編集は太田出版の穂原俊二。

## 制作背景
開沼博は本書が刊行される前に執筆した記事において、東日本大震災に関する問題の中でも「福島第一原発の廃炉」は「最も扱われるべき中心に存在する」にもかかわらず「言葉の空白地帯」が存在するとし、「廃炉の現場」を詳細に描くことによって空白となっている「中心部」を人々が共有し、「広い意味での批評の言葉や批評的な態度を、学問的基礎を前提としつつ復活する」ことが、本書の目的であると述べている。
開沼の著書『はじめての福島学』（2015年）では、「放射線忌避にまつわる社会問題」と「廃炉の現場そのもの」について回収しきれなかったと述べている。前者については、放射線の過剰なタブー化によって「外から見た福島のイメージ」と現実にギャップができ、その結果「デマ・差別が助長される状態」が生じてしまっているとする。また後者に関連して、多くの人々が持つ廃炉に対する不安ないしは不満の根底にあるのは、政府や東京電力、あるいはゼネコンやメーカーに委ねざるをえないという「委ねざるをえない感」であり、それが原因で問題の解決がより困難になっていると主張する。そのため本書においては、「人々のイメージするズレた福島像とのピントをあわせ」ることを目的に、福島第一原発の「中身」に焦点をあて「現場の実態」を掘り下げたと述べている。
タイトルに「図鑑」という語を用いた背景には、『百科全書』の思想があるとしている。それまで「タコツボ的にバラバラに専門家の中でのみ流通」していた科学的知見を集約した『百科全書』の成立は、社会を支配していた「魔術的な語り」を退け「科学を前提とした社会」を構築するにあたって欠かせない事件であり、様々な弊害をもたらす福島における「魔術語り」も不安や無知を背景とするものであるのだから、「廃炉というテーマで点在する情報」を体系化して知識の枠組みを示し、「脱魔術化」を進めるために本書を制作したと述べている。

## 評価
北海道新聞の書評において池内了は、「対象に密着して主観も交えて詳細まで観察できる虫の目」によって廃炉作業を点検し、徹底した調査に基づいて報告した貴重なものであると評しており、「私が持っていた廃炉作業に関連する偏見や先入観が大いに正された」としている。一方で「余りに虫の目に固執し過ぎると、全体構造や客観情勢が見えなくなる危険性がある」とも述べており、本書におけるトリチウムは無害とする主張について「汚染水処理で苦労している人々」の情が移ったものであると批判している。
共同通信の書評において金菱清は、復興の足かせとなるような誤解や偏見を正し、「一方的な知識の提供を超え、1Fの『現在性』と、それを知らないことの『無責任』を同時に伝えてくれる」書であると評している。本書のグルメマップについては、「過去形や未来形ではなく、現在進行形の福島を捕捉しようと」したものと評している。そして「本書の統計や写真、図解、漫画、論考を通じて読者は、自らの立ち位置が問われていることに気づく」としている。また開沼の著書『「フクシマ」論』（2011年）の読者も、認識を更新されるはずであるとしている。
読売新聞の書評において岡ノ谷一夫は、「コミュニティーの再構築ができるまでは廃炉は完了ではない」という編者の立場をよく反映した書であるとし、図解と写真が豊富な「図鑑」となっており丁寧なイラストも描かれていると評している。そして「原発事故で生活基盤を失った方々は、本書の構成を不快と感じるかも知れない」が、「感情的な部分を排し、事実を伝える役割に徹することで、私のような臆病な人々に1Fを直視する勇気を与えるかも知れない」とも述べている。
日経ビジネスの書評において村沢義久は、汚染水問題や廃炉作業について多くのイラストや写真を用いて基礎から丁寧に説明した書であるとし、「現場からの生の情報は質量ともに圧倒的で非常に参考になる」と評している。一方で東京電力の公表したデータや職員のコメントが多く用いられているため、「結果的に東電の考えを代弁した部分が多くなっている」とも評しており、「個人的には『いなされた』という印象もあり、読後に少々モヤモヤ感が残った」とも述べている。
電気新聞の書評において内山洋司は、「住民・民間の立場から廃炉現場の内実を正面から記録」した書であり、「図表や写真、さらに漫画を取り入れることで廃炉に向けた作業の実態が手に取るように理解できる」図鑑になっていると評している。そして本書からは、「廃炉作業と廃炉研究が主なオンサイト」と「県や市町村、住民、地域企業への対応をつかさどるオフサイト」の活動状況なども理解できると評している。